# Arenaria debilis
Arenaria debilis är en nejlikväxtart som beskrevs av Joseph Dalton Hooker, Michael Pakenham Edgeworth och Hook. f. Arenaria debilis ingår i släktet narvar, och familjen nejlikväxter. Inga underarter finns listade i Catalogue of Life.